# جياوزو

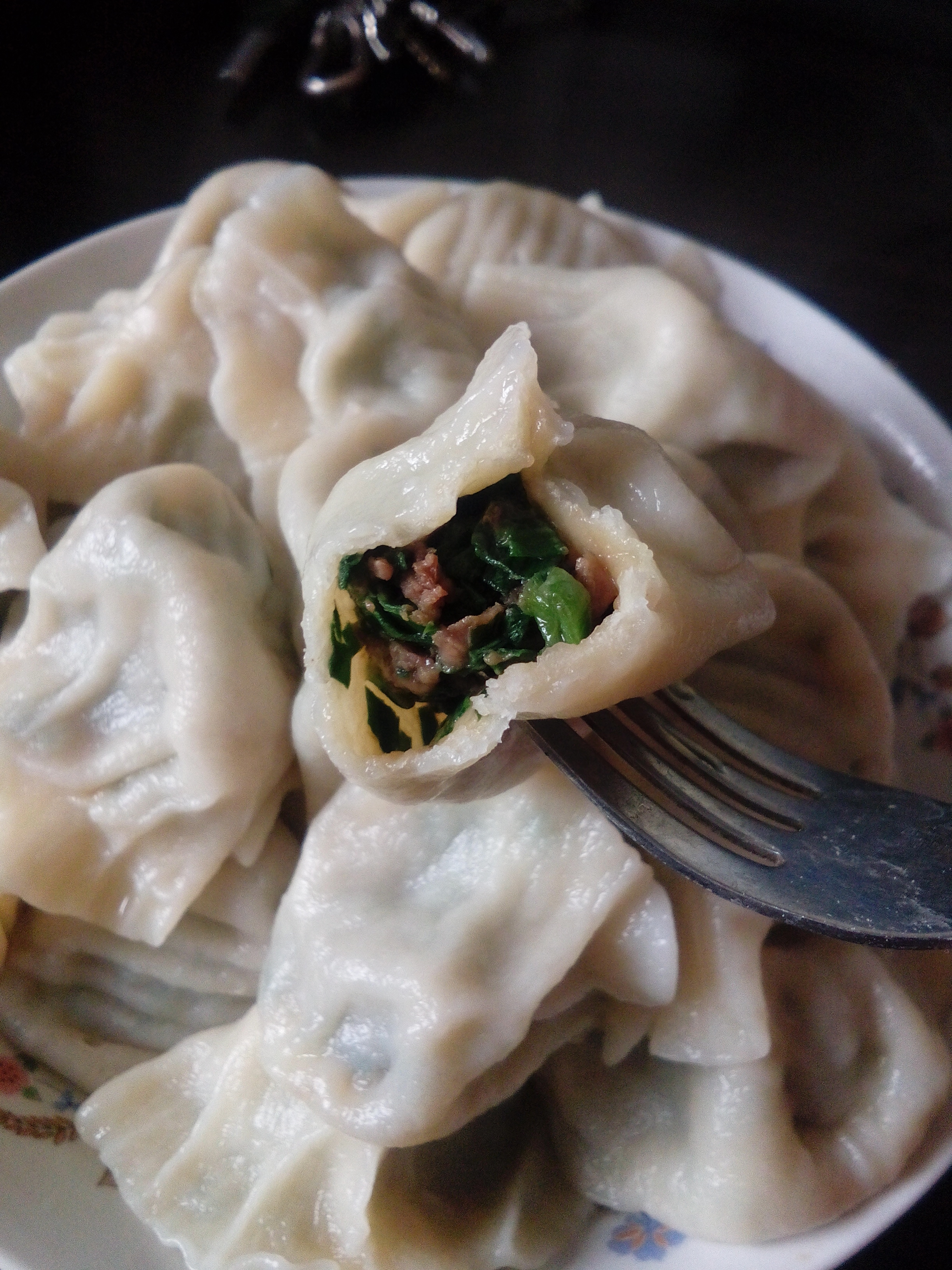
جياوزو

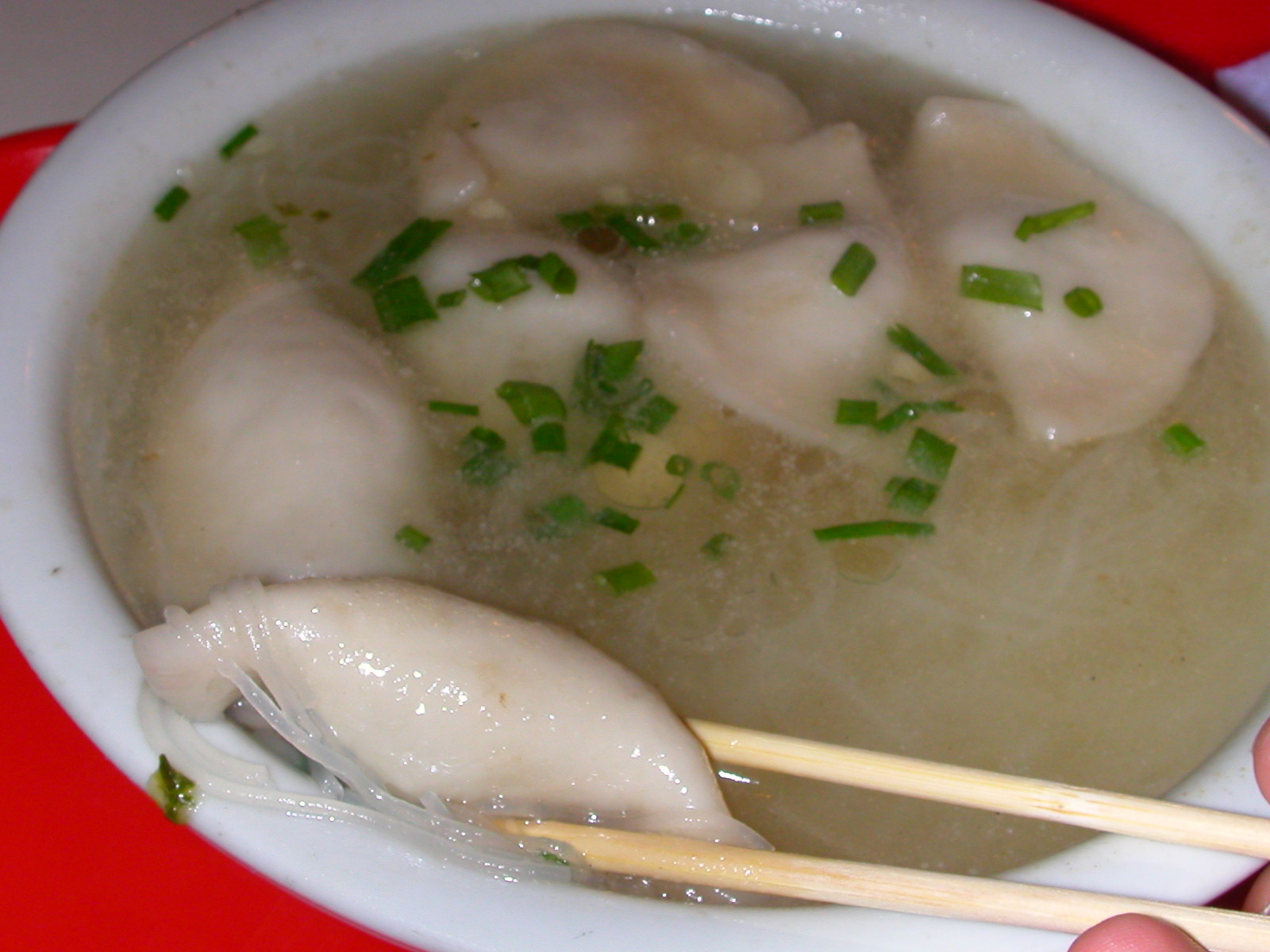
حساء الجياوزو

جياوزو (بالصينية: 餃子) هو نوع من الدامبلنغ الصيني، وتؤكل عادة في الصين وأجزاء أخرى من شرق آسيا. ويعد من الاطباق الرئيسية التي تؤكل في رأس السنة الصينية في شمال الصين. وبالرغم من انها جزء من المطبخ الصيني، الا انها تحظى بشعبية في أجزاء أخرى من شرق آسيا وفي العالم الغربي.
تتكون الجياوزو بصورة رئيسية من حشوة من اللحم المفروم و/أو الخضراوات ملفوفة في قطعة عجين رفيعة ومغلقة عن طريق ضغط الحواف. وتطهى بعده طرق مختلفة، ويتم تقديما مع صلصلة للغمس.

## الأنواع
توجد أنواع مختلفة من الجياوزو اعتماداً على طريقة طهيها
- الجياوزو المغلية (水饺)
- الجياوزو المبخرة (蒸饺)
- الجياوزو المقلية (锅贴)
- حساء الجياوزو (汤饺)

## الحشوات
كطبق يتم تحضيره في المنزل، لكل عائلة طريقتها المفضلة في صنعها، باستخدام الحشوات المفضلة لها، مع اختلاف أنواع وطرق التحضير بشكل كبير من منطقة إلى أخرى. تشمل الحشوات الشائعة لحم الخنزير ولحم الضأن ولحم البقر والدجاج والأسماك والروبيان، والتي عادة ما يتم مزجها مع الخضار المقطعة. تشمل حشوات الخضروات الشهيرة ملفوف برند والبصل الأخضر والكراث والكرفس والسبانخ وفطر عيش الغراب والفطر الأسود الصالح للأكل والجزر والثوم المعمر.

## صلصلة الغمس
تتكون صلصلة الغمس في الغالب من الخل الاسود وزيت السمسم أو صلصة الصويا وخل الأرز.